# (3500) Kobayashi
(3500) Kobayashi es un asteroide perteneciente al cinturón de asteroides, descubierto el 18 de septiembre de 1919 por Karl Wilhelm Reinmuth desde el Observatorio de Heidelberg-Königstuhl, Alemania.

## Designación y nombre
Designado provisionalmente como A919 SD. Fue nombrado Kobayashi en honor a Takao Kobayashi astrónomo japonés aficionado.